# Better Days (Benjamin Ingrosso)
Better Days è un singolo di Benjamin Ingrosso, pubblicato il 5 aprile 2024 come estratto dall'album Pink Velvet Theatre.

## Tracce
1. Better Days – 3:38

## Classifiche

### Classifiche settimanali
| Classifica (2024) | Posizione massima |
| ----------------- | ----------------- |
| Svezia            | 7                 |

### Classifiche di fine anno
| Classifica (2024) | Posizione |
| ----------------- | --------- |
| Svezia            | 83        |